# Sankt Basileios av Ostrogs kyrka, Beočin
Sankt Basileios av Ostrogs kyrka (serbisk kyrilliska: Црква Светог Василија Острошког; latinska: Crkva Svetog Vasilija Ostroškog; kyrkslaviska: Це́рковь Свѧтого Васї́лїѧ Ѻстрожского) är en serbisk-ortodox kyrkobyggnad belägen vid i staden Beočin i distriktet Södra Bačka, i regionen Bačka i provinsen Vojvodina i norra Serbien.
Kyrkan är helgad åt Sankt Basileios av Ostrog och tillhör Srems stift.

## Historik
Sankt Basileios av Ostrogs kyrka i Beočin började att byggas år 2000, då grunden lades. Den invigdes av biskopen av Srems stift, Vasilije.

## Bilder

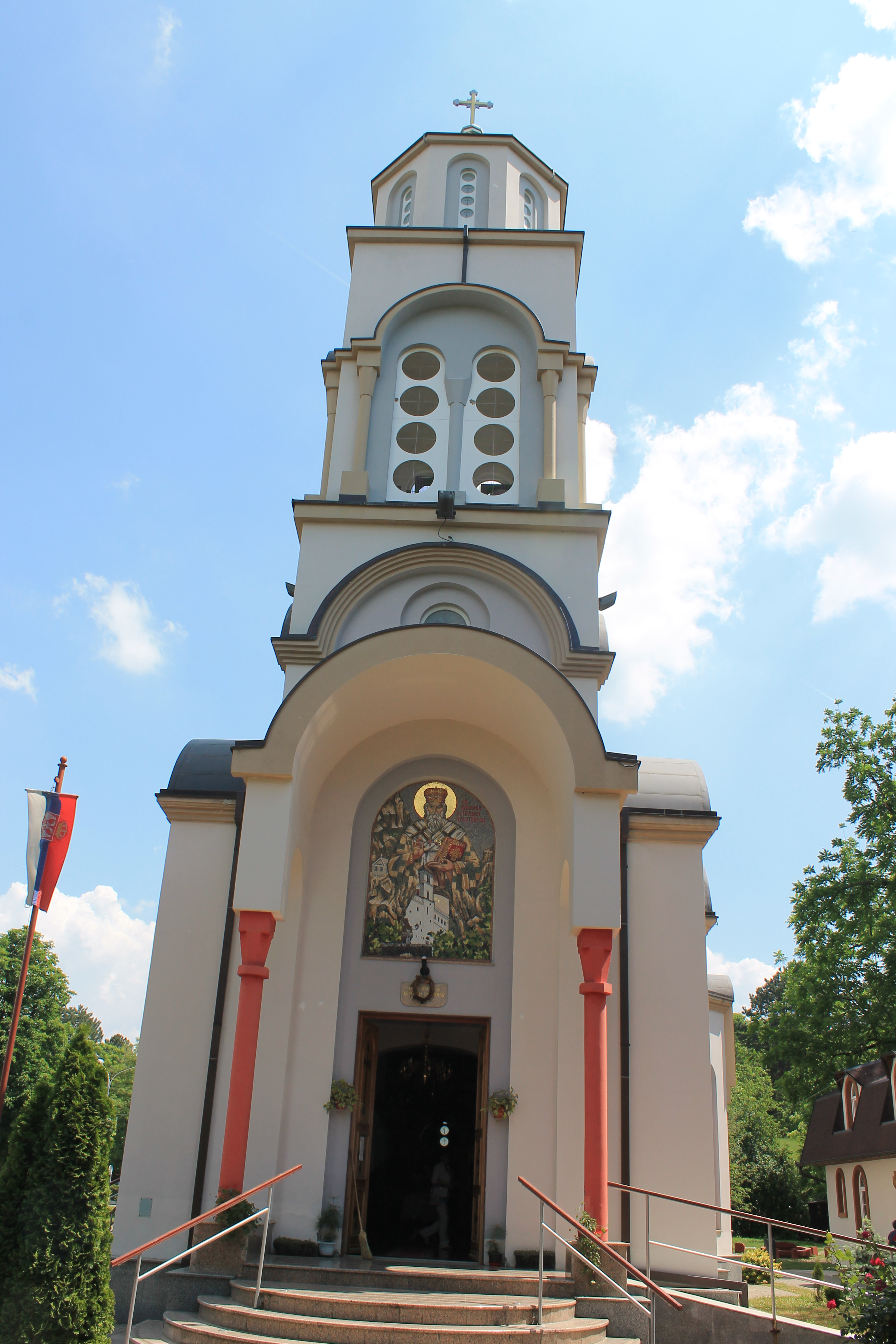
Framsidan och entrén.
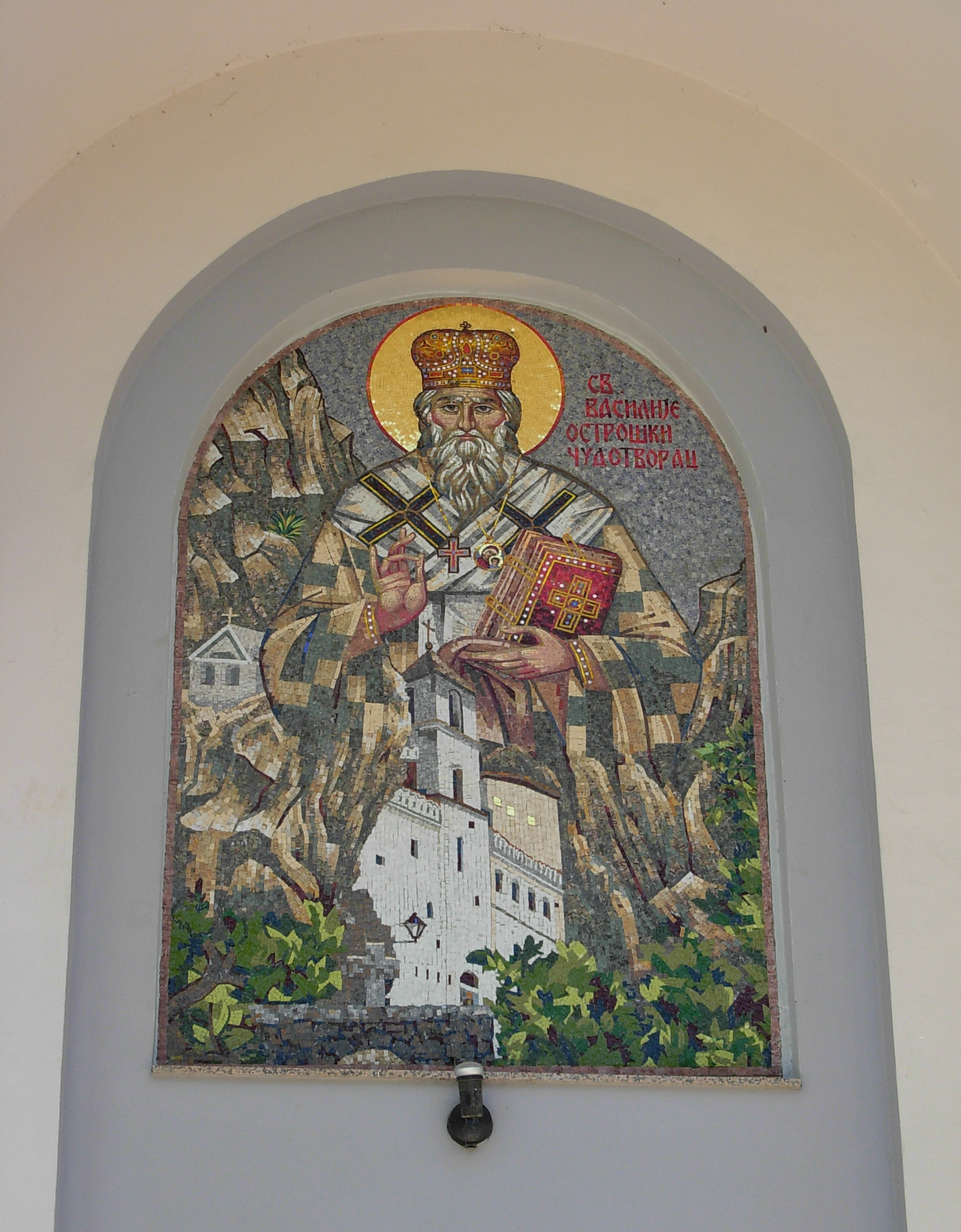
Sankt Basileios av Ostrog avbildad ovanför entrén.
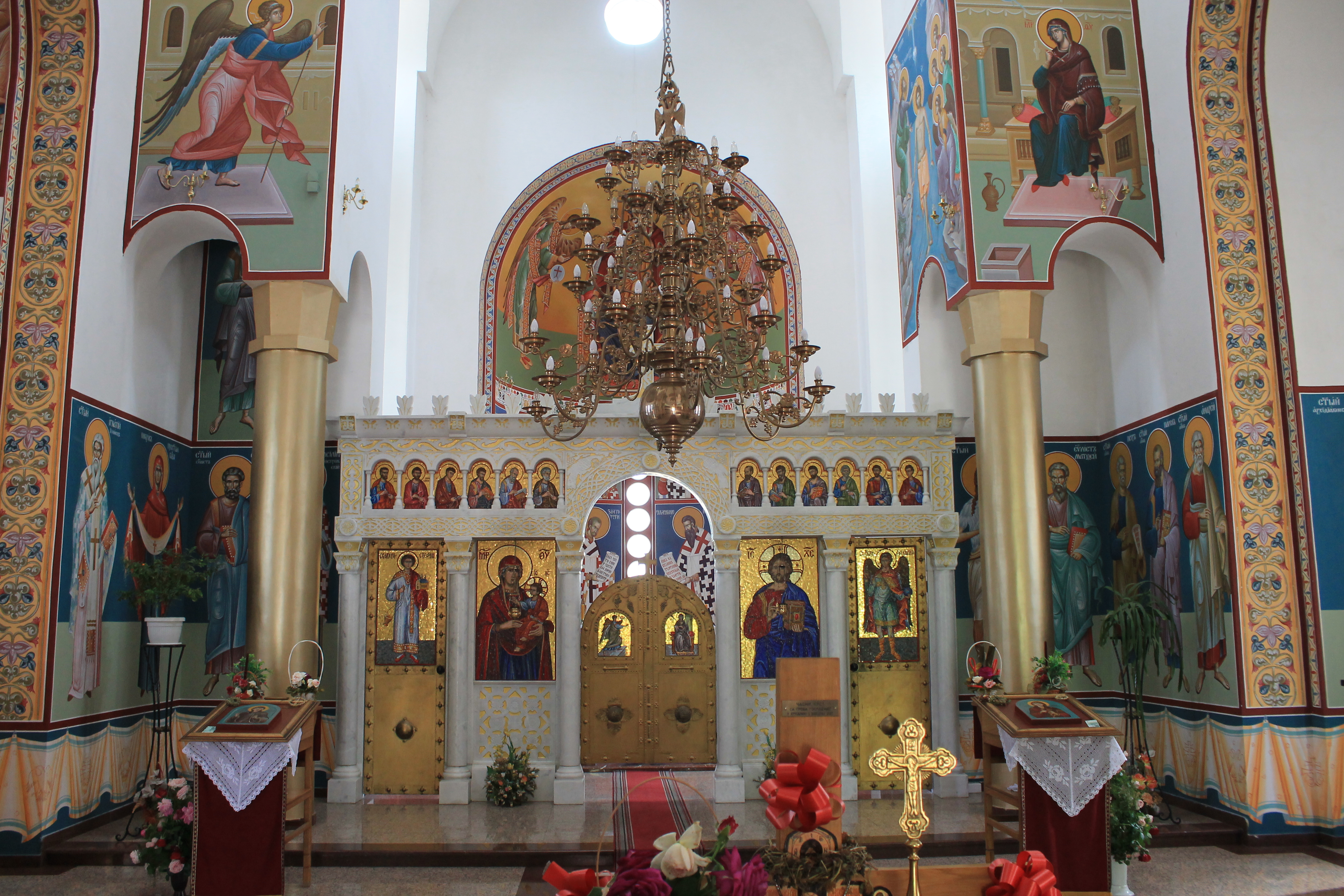
Kyrkans interiör mot ikonostasen.
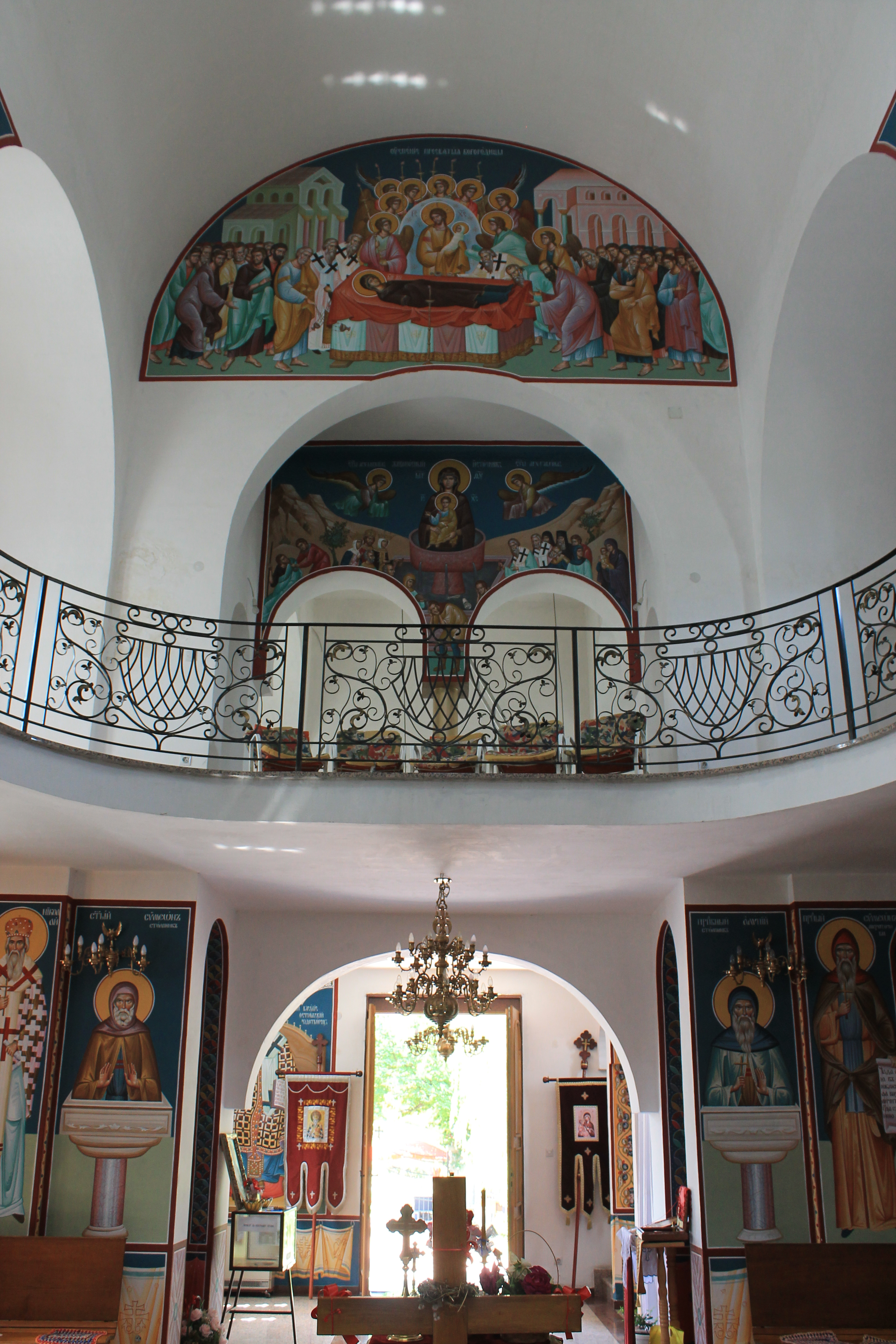
Interiören mot utgången.